# David Thomas (musiker)
David Lynn Thomas, född 14 juni 1953 i Miami, Florida, död 23 april 2025 i Brighton, East Sussex, var en amerikansk sångare, musiker och låtskrivare. Han var sångare i och grundare av den experimentella rockgruppen Pere Ubu (1975). Tidigare band var Rocket from the Tombs, Foreign Bodies, Carney & Thomas för att nämna några. David Thomas hade också en solokarriär vid sidan om Pere Ubu.
Thomas var född i Miami men växte upp i Cleveland i Ohio.

## Diskografi (urval)

### Album
Med David Thomas & the Pedestrians
- The Sound of the Sand & Other Songs of the Pedestrian (1981)
- Variations on a Theme (1983)
- More Places Forever (1985)

Med David Thomas & His Legs
- Winter Comes Home (1982) (live)

Med David Thomas & the Wooden Birds
- Monster Walks the Winter Lake (1986)
- Blame the Messenger (1987)

Med David Thomas & Foreigners
- Bay City (2000)

Med David Thomas & Two Pale Boys
- Erewhon (1996)
- Meadville (1997)
- Mirror Man (1999)
- Surf's Up!! (2001)
- 18 Monkeys on a Dead Man's Chest (2004)